# The Blood-Horse
The Blood-Horse est un magazine hebdomadaire américain consacré aux chevaux Pur-sang et au monde des courses, diffusé internationalement. Fondé en 1916.
En 1999, The Blood Horse publie sa liste des 100 meilleurs chevaux de sport hippique américain du XXe siècle, dont voici les dix premiers nommés :
1. Man o'War (1917)
2. Secretariat (1970)
3. Citation (1945)
4. Kelso (1957)
5. Count Fleet (1940)
6. Dr. Fager (1964)
7. Native Dancer (1950)
8. Forego (1970)
9. Seattle Slew (1974)
10. Spectacular Bid (1976)